# Ubuntu User
Ubuntu User — это журнал, выпускаемый как печатное издание компанией Linux New Media AG, впервые вышедший в мае 2009 года.
Издание ориентировано на пользователей операционной системы Ubuntu и сосредоточено на обзорах, новостях сообщества, справочных статьях (how-to), и советах по устранению неполадок. Оно также включает в себя Discovery Guide, предназначенный для новичков.

## Происхождение
Ubuntu User издается ежеквартально. Журнал поддерживает веб-сайт, на котором имеется подборка статей из журнала, доступных для общественности в виде PDF документов, а также новости Ubuntu и свободно загружаемые обои.
Первый номер содержал 100 страниц (включая обложку) и его розничная цена составляла (для североамериканского издания) 15,99 долларов США, или 17,99 канадских долларов. Каждый выпуск также включает Ubuntu live CD в формате DVD чтобы новые пользователи могли попробовать Ubuntu или установить её.
Штаб-квартира Linux New Media расположена в Мюнхене, Германия и располагает офисами своей дочерней компании в США, Linux New Media USA, LLC, в городе Лоренс, штат Канзас. Компания также издает Linux Pro Magazine, Linux Magazine, Linux-Magazin, LinuxUser, EasyLinux на немецком языке, Linux Community, Linux Magazine Brasil, Linux Magazine Spain и Linux Magazine Poland.

## Отзывы
Объявляя о запуске журнала, компания заявила:

Ubuntu User — это первый печатный журнал для пользователей популярной операционной системы Ubuntu. Мощь, стиль и простота Ubuntu завоёвывает последователей по всему миру. Ubuntu User  предлагает обзоры, новости сообщества, справочные статьи (HowTo) и советы по устранению неполадок читателям, которые рады Ubuntu и хотят узнать больше о её окружении.
Оригинальный текст (англ.)Ubuntu User is the first print magazine for users of the popular Ubuntu computer operating system. The power, style, and simplicity of Ubuntu is winning followers around the world. Ubuntu User offers reviews, community news, HowTo articles, and troubleshooting tips for readers who are excited about Ubuntu and want to learn more about the Ubuntu environment.

DistroWatch поставила под вопрос разумность решения о создании нового бумажного журнала в данный момент:

В то время, когда всё больше и больше информации перемещается из печатного мира в мир Интернета, один издатель проявляет обратную тенденцию, выпуская материальный журнал... Тогда как в Интернете доступно столько высококачественной информации, почему мы должны платить за ежемесячное печатное издание о своём любимом дистрибутиве?
Оригинальный текст (англ.)In a time where more and more information is moving out of the paper world and into the online realm, one publisher is bucking the trend by releasing a physical magazine...With so much high quality information available online, would you pay for a monthly paper magazine about your favourite distribution?

Linux-обозреватель Ken Hess дал весьма положительный отклик на первое издание, сказав:

Я надеюсь на долгую и счастливую жизнь для Ubuntu User magazine и я думаю, это то, что сейчас нам необходимо... Таким образом, когда вы думаете, что печатное издание это недолгая память, эти люди выпустили новый печатный журнал только для нас, пользователей Ubuntu (Ubuntuers). Мои аплодисменты. Спасибо Linux New Media, я двумя руками «за» Ubuntu User.
Оригинальный текст (англ.)I'm hoping for a long and happy life for Ubuntu User magazine and I think it's something we've needed for some time now...So, just when you thought print media was but a faint memory, these folks launch a new print mag just for us Ubuntuers. I applaud them for it. Thanks Linux New Media, I give Ubuntu User two thumbs up.